# Кучер, Фолькер
Фолькер Кучер (нем. Volker Kutscher; род. 26 декабря 1962, Линдлар, административный округ Кёльн) — немецкий писатель.
Изучал философию, историю и немецкую литературу в Вуппертальском и Кёльнском университетах, затем работал редактором в Випперфюрте.
В 1995 году дебютировал как писатель детективным романом «Ментовское убийство» (нем. Bullenmord), написанным в соавторстве с Кристианом Шнальке; двумя годами позже писательский дуэт опубликовал вторую книгу, «Отче наш» (нем. Vater unser), действие которой также происходило в их родном регионе Обербергиш, — на этот раз темой романа стало убийство в секте подростков-сатанистов.
Начиная с 2008 года публикует исторические детективные романы, действие которых происходит в Берлине рубежа 1920-30-х гг. Главный герой цикла, кёльнский полицейский инспектор Гереон Рат, действует в книгах Кучера на фоне подробно прописанного исторического фона — агонии Веймарской республики. К 2022 году вышло девять романов цикла. По романам Кучера об инспекторе Рате снят амбициозный телесериал 2017—2022 гг. «Вавилон-Берлин».